# Clemens Christians
Clemens Christians (* 11. Oktober 1923 in Paderborn; † 5. August 1998 in Hamm) war ein deutscher Gymnasiallehrer, Oberstudiendirektor und Präsident des Deutschen Lehrerverbandes (DL).

## Leben
Nach dem Ende des Zweiten Weltkriegs kehrte Christians aus sowjetischer Kriegsgefangenschaft zurück. Er studierte danach in Marburg, Freiburg, Paris und Münster. 1950 wurde er Gymnasiallehrer für die Fächer Französisch und Latein zunächst in Warburg, dann in Paderborn und später in Hamm.
1964 wurde Clemens für die CDU in den Stadtrat von Hamm gewählt, in dem er bis 1989 verblieb.
1966 bis 1970 wurde er Vorsitzender des „Philologenverbandes Nordrhein-Westfalen“ des Deutschen Philologenverbandes.
1969 war er Mitbegründer des Deutschen Lehrerverbandes (DL) als Gegenorganisation zu den Linksgewerkschaften, dessen Präsident bis 1984 und danach bis zu seinem Tode Ehrenpräsident.
1970 folgte die Übernahme der Leitung des Freiherr-vom-Stein-Gymnasiums Hamm. Das Amt behielt er bis 1987.
Am 19. November 1976 wurde Christians zudem mit Jürgen Domes und Thomas Nipperdey einer der drei Vorsitzenden des 1970 gegründeten Bundes Freiheit der Wissenschaft (BFW), eines Vereins zur Bildungspolitik als Reaktion auf die Studentenbewegung. Das Amt behielt er bis 1994.

## Ehrungen
- Christians war Träger des Großen Verdienstkreuzes des Verdienstordens der Bundesrepublik Deutschland.